# Ozophora unicolor
Ozophora unicolor är en insektsart som beskrevs av Philip Reese Uhler 1894. Ozophora unicolor ingår i släktet Ozophora och familjen Rhyparochromidae. Inga underarter finns listade i Catalogue of Life.